# جيم جيل
جيم جيل (بالإنجليزية: Jim Gill)‏ هو لاعب كرة قاعدة أمريكي، ولد في 8 أكتوبر 1865 في ريتشموند في الولايات المتحدة، وتوفي في 10 أبريل 1923 في بيفير فولز في الولايات المتحدة.

## وصلات خارجية
- جيم جيل على موقعبيزبول رفرنس.كوم (الدوري الرئيسي) (الإنجليزية)